# Hans Vaihinger
Hans Vaihinger (ur. 25 września 1852 w Nehren, zm. 18 grudnia 1933 w Halle) – filozof niemiecki, profesor Uniwersytetu w Halle.
Kształcił się na Uniwersytecie w Tybindze, Uniwersytecie w Lipsku i na Uniwersytecie Berlińskim. Został wykładowcą filozofii na Uniwersytecie w Strasburgu. W 1884 przeniósł się na uniwersytet w Halle, gdzie od 1892 był profesorem zwyczajnym. Vaihinger uważany był za zwolennika Kanta, jednak w 1911 publikując pracę Die Philosophie des Als Ob wyraził poglądy odbiegające od stanowiska kantystów, a zbliżone do empiriokrytycyzmu. Sam określał swoje poglądy jako "pozytywizm krytyczny", lecz w literaturze są najczęściej określane jako "fikcjonalizm".
Vaihinger fikcję rozumiał jako pojęcie, które nie odpowiada rzeczywistości, ale jest użyteczne. Za fikcje uważał większość pojęć i teorii naukowych, pojęć filozoficznych, czy prawniczych. Fikcje mogą być przez pewien czas niezbędne, ale zostaną zastąpione przez nowe i bardziej użyteczne fikcje. Zadaniem nauki nie jest bowiem poznawanie rzeczywistości, ale tylko umożliwienie działania i ulepszanie życia przez przewidywanie przyszłych wrażeń.